# Danh sách danh thắng quốc gia tại Trung Quốc
Tại Trung Quốc, thuật ngữ "Danh thắng cấp quốc gia" (tiếng Trung: 国家级 风景 名胜 区, bính âm: Guójiājí Fēngjǐng Míngshèngqū) để đề cập đến các di tích văn hóa, khoa học, cảnh quan thiên nhiên. Các danh thắng được chia thành danh thắng cấp tỉnh và cấp quốc gia. Để thiết lập một danh thắng cấp quốc gia cần phải có sự phê duyệt của Hội đồng Nhà nước. Tính đến nay có tổng cộng 244 danh thắng cấp quốc gia được công nhận qua 9 đợt được quy định trong Quy chuẩn quốc gia GB50298-1999 về quy hoạch cảnh quan.
- Đợt 1 công bố vào ngày 8 tháng 11 năm 1982 có tổng cộng 44 danh thắng cấp quốc gia được công nhận.
- Đợt 2 công bố vào ngày 1 tháng 8 năm 1988 có tổng cộng 40 danh thắng cấp quốc gia được công nhận.
- Đợt 3 công bố vào ngày 10 tháng 1 năm 1994 có tổng cộng 35 danh thắng cấp quốc gia được công nhận.
- Đợt 4 công bố vào ngày 17 tháng 5 năm 2002 có tổng cộng 32 danh thắng cấp quốc gia được công nhận.[1]
- Đợt 5 công bố vào ngày 13 tháng 1 năm 2004 có tổng cộng 26 danh thắng cấp quốc gia được công nhận.[2]
- Đợt 6 công bố vào ngày 31 tháng 12 năm 2005 có tổng cộng 10 danh thắng cấp quốc gia được công nhận.[3]
- Đợt 7 công bố vào ngày 28 tháng 12 năm 2009 có tổng cộng 21 danh thắng cấp quốc gia được công nhận.[4]
- Đợt 8 công bố vào ngày 31 tháng 10 năm 2012 có tổng cộng 17 danh thắng cấp quốc gia được công nhận.[5]
- Đợt 9 công bố vào ngày 21 tháng 3 năm 2017 có tổng cộng 19 danh thắng cấp quốc gia được công nhận.[6]

Phạm vi ranh giới của các danh thắng thường mở rộng vượt qua những tên chính thức của nó. Ví dụ như Thắng cảnh Thái Hồ có tổng kích thước của khu vực Thái Hồ và vùng đệm là 3.091 km² trải rộng khắp Tô Châu và Vô Tích bao gồm 13 khu danh thắng nhỏ hơn như:Thị trấn Mộc Độc (木渎), Thạch Hồ (石湖), Quang Phúc (光福), Đông Sơn (东山), Tây Sơn (西山), Lộ Trực trấn (甪直镇), Đồng Lý trấn (同里), Ngu Sơn (虞山), Công viên Tích Huệ (錫惠公園), Mã Sơn (马山).. và hai địa điểm ngoài khác là Đền thờ và Lăng mộ Ngô Thái Bá

## Danh sách
Dưới đây là danh sách các danh thắng cấp quốc gia tại Trung Quốc. Mỗi một địa điểm đi kèm với đợt công nhận.

### Bắc Kinh
- Khu di tích danh thắng Bát Đạt Lĩnh-Minh Thập Tam lăng (1)
- Khu thắng cảnh Thạch Hoa động (4)

### Thiên Tân
Thắng cảnh Bàn sơn (3)

### Hà Bắc
- Tị Thử Sơn Trang và Ngoại Bát Miếu ở Thừa Đức (1)
- Thắng cảnh Bắc Đới Hà Tần Hoàng Đảo (1)
- Thắng cảnh Dã Tam Pha (2)
- Thắng cảnh Thương Nham Sơn (2)
- Thắng cảnh Chướng Thạch Nham (3)
- Tây Bách Pha trấn-Thắng cảnh Thiên Quế sơn (4)
- Thắng cảnh Không sơn-Bạch Vân động (4)
- Thắng cảnh Hẻm núi Đại Thái Hành (8)
- Thắng cảnh Hưởng Đàng sơn (8)
- Thắng cảnh Cung điện Oa Hoàng (8)

### Sơn Tây
- Ngũ Đài sơn (1)
- Hằng Sơn (1)
- Thác nước Hồ Khẩu (2)
- Thắng cảnh Bắc Võ Đang (3)
- Thắng cảnh Ngũ Lão Phong (3)
- Thắng cảnh Thích Khẩu (8)

### Nội Mông
- Thắng cảnh Trát Lan Đồn (4)
- Thắng cảnh Ngạch Nhĩ (9)

### Liêu Ninh
- Thắng cảnh An Sơn Thiên sơn (1)
- Sông Áp Lục (2)
- Thắng cảnh Kim Thạch Than (thác nước Kim Thạch) (2)
- Thắng cảnh Bờ biển Hưng Thành (2)
- Bờ biển Đại Liên-Thắng cảnh Lữ Thuận Khẩu (2)
- Núi Phượng Hoàng (3)
- Bản Khê Thủy Động (3)
- Thắng cảnh Thanh Sơn Câu (4)
- Thắng cảnh Y Vu Lư sơn (4)

### Cát Lâm
- Thắng cảnh hồ Tùng Hoa (2)
- "Bát Đại Bộ"-Khu thắng cảnh đầm Tịnh Nguyệt (2)
- Thắng cảnh quốc gia Tiên Cảnh Đài (4)
- Thắng cảnh Phòng Xuyên (4)

### Hắc Long Giang
- Thắng cảnh hồ Kính Bạc (1)
- Ngũ Đại Liên Trì (1)
- Thắng cảnh đảo Thái Dương (7)
- Sông Đại Thiêm (9)

### Giang Tô
- Thái Hồ (1)
- Thắng cảnh Tử Kim sơn Nam Kinh (1)
- Thắng cảnh Vân Đài sơn (2)
- Thắng cảnh hồ Sấu Tây Thục Cương (2)
- Tam sơn (5)

### Chiết Giang
- Thắng cảnh Tây Hồ (hồ Hàng Châu) (1)
- Thắng cảnh Phú Xuân giang-Tân An giang (1)
- Thắng cảnh Nhạn Đãng sơn (1)
- Phổ Đà sơn (1)
- Thiên Thai sơn (2)
- Quần đảo Thặng Tứ (2)
- Thắng cảnh sông Nam Khê (2)
- Mạc Can sơn (3)
- Thắng cảnh núi Tuyết Đậu (3)
- Thắng cảnh quốc gia động Song Long (3)
- Thắng cảnh Tiên Đô (3)
- Núi Giang Lang (4)
- Khu thắng cảnh Tiên Cư (4)
- Hoán giang-Thắng cảnh Ngũ Tiết (4)
- Thẳng cảnh quốc gia Phương Nham (5)
- Khu thắng cảnh Thác nước Bách Trượng-Hồ Phi Vân (5)
- Thắng cảnh Phương Sơn-Hang động Trường Tự (6)
- Thắng cảnh Dãy núi Thiên Lão (7)
- Thắng cảnh Đại Hồng Nham (8)
- Thắng cảnh Đại Bàn sơn (9)
- Thắng cảnh Đào Chử (9)
- Thắng cảnh Tiên Hoa sơn (9)

### An Huy
- Thắng cảnh Hoàng Sơn (1)
- Cửu Hoa Sơn (1)
- Thiên Trụ Sơn (1)
- Lang Gia sơn (2)
- Tề Vân sơn (3)
- Thái Thạch Ky (4)
- Thắng cảnh Hồ Sào (4)
- Hoa Sơn Mê Quật-Hoằng Nhân (4)
- Thắng cảnh Thái Cấp động (5)
- Thắng cảnh hồ Hoa Đình (6)
- Thắng cảnh Long Xuyên thôn (9)
- Tề sơn-Khu thắng cảnh hồ Bình Thiên (9)

### Phúc Kiến
- Khu thắng cảnh Vũ Di Sơn (1)
- Thanh Nguyên sơn (2)
- Cổ Lãng Tự-Khu thắng cảnh Vạn Thạch sơn (2)
- Thắng cảnh Thái Lão sơn (2)
- Đào Nguyên động-Thắng cảnh Thạch lâm Lân Ẩn (3)
- Thắng cảnh quốc gia Thái Ninh (3)
- Thắng cảnh Uyên Ương Khê (3)
- Thắng cảnh Hải Đàn (3)
- Thắng cảnh Quan Trại sơn (4)
- Thắng cảnh Cổ Sơn (4)
- Thắng cảnh Ngọc Hoa động (4)
- Thắng cảnh Thập Bát Trùng Khê (5)
- Thanh Vân sơn (5)
- Phật Tử sơn (7)
- Bảo Sơn, Thuận Xương (7)
- Phúc An Bạch Vân sơn (7)
- Linh Thông sơn (8)
- Thắng cảnh đảo My Châu (8)
- Thắng cảnh Cửu Long Tế (9)

### Giang Tây
- Lư Sơn (1)
- Tỉnh Cương Sơn (1)
- Tam Thanh Sơn (2)
- Long Hổ Sơn (2)
- Hồ Tiên Nữ, Tiên Dư (4)
- Thắng cảnh Tam Bách sơn (4)
- Mai Lĩnh-Thắng cảnh Đằng Vương các (5)
- Thắng cảnh quốc gia Quy Phong (5)
- Cao Lĩnh-Thắng cảnh trấn Dao Lý (6)
- Vũ Công sơn (6)
- Vân Cư sơn-Thắng cảnh Hồ chứa Giá Lâm (6)
- Linh sơn (7)
- Thắng cảnh Thần Nông Nguyên (8)
- Đại Mao sơn (8)
- Thắng cảnh quốc gia Thụy Kim (9)
- Thắng cảnh Tiểu Võ Đang (9)
- Dương Kỳ sơn (9)
- Thắng cảnh Hán Tiên Nham (9)

### Sơn Đông
- Thắng cảnh Thái Sơn (1)
- Thắng cảnh Lao Sơn Thanh Đảo (1)
- Khu vực Bờ biển Giao Đông (2)
- Thắng cảnh Bác Sơn (4)
- Thắng cảnh Thanh Châu (4)
- Thiên Phật sơn (9)

### Hà Nam
- Thắng cảnh Kê Công sơn (1)
- Thắng cảnh Hang đá Long Môn Lạc Dương (1)
- Tung Sơn (1)
- Vương Ốc sơn-Thắng cảnh Vân Đài sơn (3)
- Nghiêu sơn, Lỗ Sơn (4)
- Thắng cảnh Lâm Lự sơn (5)
- Thắng cảnh Thanh Thiên Hà (6)
- Thần Nông sơn (6)
- Đồng Bách sơn-Thắng cảnh Hoài Nguyên (7)
- Thắng cảnh quốc gia Hoàng Hà Trịnh Châu (7)

### Hồ Bắc
- Thắng cảnh Đông Hồ, Vũ Hán (1)
- Núi Võ Đang (1)
- Thắng cảnh Tam Hiệp (1)
- Đại Hồng sơn (2)
- Thắng cảnh Long Trung (3)
- Thắng cảnh Cửu Cung sơn (3)
- Thắng cảnh Lục Thủy (4)
- Thắng cảnh Đan Giang Khẩu (9)

### Hồ Nam
- Hành Sơn (1)
- Khu thắng cảnh Vũ Lăng Nguyên (2)
- Thắng cảnh Hồ Động Đình Nhạc Dương lâu (2)
- Thiều Sơn (3)
- Nhạc Lộc sơn (4)
- Lang Sơn, Tân Ninh (4)
- Thắng cảnh sông Mãnh Động (5)
- Thắng cảnh Đào Hoa Nguyên (5)
- Ruộng bậc thang Tử Thước Giới-Thắng cảnh Cung điện Mai Sơn Long (6)
- Thắng cảnh Đức Kháng (6)
- Tô Tiên Lĩnh-Thắng cảnh Vạn Hoa Nham (7)
- Khu thắng cảnh Nam Sơn (7)
- Hầm Vạn Phật Sơn-Thắng cảnh Thống Trại (7)
- Hổ Hình sơn-Thắng cảnh Hoa Dao (7)
- Thắng cảnh hồ Đông Giang (7)
- Thắng cảnh Phượng Hoàng (8)
- Thắng cảnh Vi Sơn (8)
- Thắng cảnh Lăng mộ Viêm Đế (8)
- Thắng cảnh Bạch Thủy động (8)
- Cửu Nghi sơn-Thắng cảnh Lăng mộ Thuấn Đế (9)
- Dãy núi Ô Long-Thắng cảnh Lý Gia (9)

### Quảng Đông
- Thắng cảnh Thất Tinh Nham Triệu Khánh (1)
- Thắng cảnh Tây Tiều sơn (2)
- Thắng cảnh Núi Đan Hà (2)
- Bạch Vân sơn, Quảng Châu (4)
- Hồ Huệ Châu (4)
- La Phù sơn (5)
- Thắng cảnh Hồ Quang Nham (5)
- Ngô Đồng sơn (7)

### Quảng Tây
- Thắng cảnh Quế Lâm, Quế Giang (1)
- Thắng cảnh Tây Sơn Quế Bình (2)
- Thắng cảnh Hoa Sơn Tả Giang (2)

### Hải Nam
- Bờ biển nhiệt đới Tam Á (3)

### Trùng Khánh
- Thắng cảnh Tam Hiệp Dương Tử (1)
- Cảnh quan Tấn Vân sơn (1)
- Kim Phật sơn (2)
- Tứ Diện sơn (3)
- Thắng cảnh Phù Dung giang (4)
- Thắng cảnh Thiên Khanh Địa Phùng (5)
- Thắng cảnh Hẻm núi Đàm Chương (8)

### Tứ Xuyên
- Nga Mi Sơn (1)
- Hoàng Long-Khu thắng cảnh Cửu Trại Câu (1)
- Núi Thanh Thành-Đô Giang Yển (1)
- Thắng cảnh đường Kiếm Môn Thục (1)
- Cống Dát sơn (2)
- Thắng cảnh Thục Nam Trúc Hải (2)
- Núi tuyết Tây Lĩnh (3)
- Núi Tứ Cô Nương (3)
- Công viên địa chất toàn cầu Hưng Văn (4)
- Thắng cảnh Cung Hải-Loa Cát sơn (4)
- Hồ Bạch Long (5)
- Quang Vụ sơn-Thắng cảnh sông Nặc Thủy (5)
- Núi Thiên Thai (5)
- Dãy núi Long Môn (5)
- Hẻm núi Đại Mễ Thương Sơn (9)

### Quý Châu
- Thác nước Hoàng Quả Thụ (1)
- Chức Kim động (2)
- Sông Kiềm Dương (2)
- Hồ Hồng Phong (2)
- Thắng cảnh Long Cung (2)
- Thắng cảnh Chương Giang Lệ Ba (3)
- Xích Thủy (3)
- Hẻm núi sông Mã Lĩnh
- Đấu Bồng sơn Đô Quân-Thắng cảnh Kiếm Giang (5)
- Thắng cảnh Cửu Động Thiên (5)
- Thắng cảnh Cửu Long động (5)
- Thắng cảnh Lê Bình (5)
- Thắng cảnh động xuyên sông Tử Vân Cách Đột (6)
- Thắng cảnh Bình Đường (7)
- Thắng cảnh Dung Mao Miêu Sơn Thống Thủy (7)
- Suối nước nóng Thạch Thiên (7)
- Thắng cảnh dọc theo Hẻm núi Ven sông Ô Giang (7)
- Thắng cảnh Ranh giới sông Úng An (7)

### Vân Nam
- Thẳng cảnh Thạch Lâm Vân Nam (1)
- Đại Lý cổ trấn (1)
- Thắng cảnh Tây Song Bản Nạp (1)
- Tam Giang Tịnh Lưu (2)
- Thắng cảnh Điền Trì Côn Minh (2)
- Thắng cảnh Núi tuyết Ngọc Long Lệ Giang (2)
- Thắng cảnh Núi lửa địa nhiệt Đằng Xung (3)
- Thụy Lệ giang-Thắng cảnh Đại Doanh giang (3)
- Thắng cảnh Cửu Hương (3)
- Thắng cảnh Kiến Thủy (3)
- Thắng cảnh Phổ Giả Hắc (5)
- Thắng cảnh A Lư (5)

### Tây Tạng
- Thắng cảnh Nhã Lung giang (2)
- Thắng cảnh Nam Co-Dãy núi Niệm Thanh Đường Cổ Lạp Sơn (7)
- Đường Cổ Lạp Sơn-Thắng cảnh Nộ Giang Nguyên (7)
- Trát Đạt Thổ Lâm-Khu danh thắng Cổ Cách (8)

### Thiểm Tây
- Thắng cảnh Hóa Sơn (1)
- Thắng cảnh Lệ Sơn Lâm Đồng (1)
- Thác nước Hồ Khẩu (2)
- Thắng cảnh Thiên Thai sơn Bảo Kê
- Lăng mộ Hoàng Đế, Hoàng Lăng (4)
- Thắng cảnh Hợp Xuyên Hợp Dương (5)

### Cam Túc
- Hang đá Mạch Tích Sơn (1)
- Không Động sơn (3)
- Thắng cảnh Nguyệt Nha Tuyền-Minh Sa sơn (3)
- Thắng cảnh Quan Sơn Liên Hoa Đài (9)

### Thanh Hải
- Hồ Thanh Hải (3)

### Ninh Hạ
- Lăng mộ Tây Hạ (2)
- Hang đá Tu Minh Sơn (8)

### Tân Cương
- Thắng cảnh Thiên Trì Thiên Sơn (1)
- Sa mạc Khố Mỗ Tháp Cách (4)
- Hồ Bác Tư Đằng (Bosten) (4)
- Hồ Trại Lý Mộc (Sailimu) (5)
- Thắng cảnh làng La Bố Nhân (8)
- Hẻm núi Đại Thác Mộc Nhĩ (9)